# Кели Кларксон
Кели Бријана Кларксон (енгл. Kelly Brianne Clarkson; Форт Ворт, Тексас, САД, 24. април 1982) је америчка поп певачица, кантауторка и повремена глумица. Постала је позната после победе у првој сезони музичког такмичења „Амерички идол“ 2002. Кроз своју даљу каријеру је продала више од 25 милиона албума, 39 милиона синглова и добитница је три Греми награде. Она је најуспешнији такмичар било које верзије Идола икада. Издала је 5 албума кроз своју десетогодишњу каријеру.

## Биографија
Рођена је у Барлесону, Тексас. Њени родитељи, Стив и Џин Кларкос су се развели кад је она имала 6 година. Ишла је у Основну школу Полина Хјуз и када је имала 13 година постала је члан школског хора. У средњој школи је певала и глумила и у неколико мјузикла. Када је 2000. године дипломирала у средњој школи у Бурлесону није желела да се даље школује већ је желела да се бави певањем. Више пута је слала демо-снимке издавачким кућама, али од њих није добијала никакав одговор. Решивши да узме ствар у своје руке, отишла је са другарицом у Лос Анђелес али се убрзо вратила кући зато што јој је стан изгорео у пожару.

## Каријера

### 2002—2003: Амерички идол
На аудицију за музичко такмичење ју је пријавила другарица, и на аудицији која је била одржана у Даласу, ушла је у ужи круг. Представила се са песмом од Ете Џејмс At last и са песмом Express Yourself од Мадоне. Веома се допала трочланом жирију који су чинили Сајмон Кауел, Паула Абдул и Ренди Џексон. На наставак такмичења је отишла у Холивуд, где је сазнала да је ушла у ТОП 30 и да ће даље такмичење бити преношено на националној телевизији.
Прошла је кроз све даље елиминационе емисије, и у финалу, одржаном 4. септембра 2002. године, однела је победу над другим финалистом Џастином Гваринијем. Први, дебитански, дупли сингл Кларксонове под називом Before Your Love\A Moment Like This је објављен 27. септембра 2002. Сингл је оборио рекорд за највећи скок на место 1 Билборд хот 100 листе где је скочио са 52 места на прво место. Овај рекорд је био држан од стране Битлса 38 година, њихова песма Can't Buy Me Love је скочила са 27. на 1. место. Дебитански сингл Кларксонове је продат у Златном тиражу и постао је најпродаванији те године у САД.

### 2003—2004:Thankful
Дебитантски албум Кларксонове под називом Thankful објављен је 15. априла 2003 . На њему се примећују звуци попа, R&B-ја али и утицаји госпел музике. Кларксонова је промовисала свој албум углавном у Аустралији и Америци.
Албум је дебитовао на првом месту билбордове топ-листе 200 најпродаванијих албума са приближно 300.000 продатих копија у првој недељи. После само 3 недеље на топ листама достигао је комерцијални успех, највише у Северној Америци. У САД је постигао мулти-платинумски тираж са скоро 3 милиона продатих примерака. У Канади је продан у Златном тиражу од 100.000 копија. Све закључно, албум је продат у око 4,5 милиона примерака на планетарном нивоу.
За први сингл са албума узета је песма Miss Independent која је објављена 15. априла 2003. Песма је постала први интернационални хит Кларксонове. За ову песму, Кларксонова је добила и своју прву Греми номинацију у катергорији Најбољи женски поп-вокални перформанс. Сингл је заузео места у ТОП 10 на топ-листама у 5 земаља. После су уследили и синглови Low и финални сингл са овог албума The Trouble With Love Is.
Филм „Од Џастина до Кели“, у којем главне улоге тумаче она и други финалиста Идола, Џастин Гварини, изашао је 20. јуна 2003. године. Добио је јако лоше оцене од стране филмске критике, која га је назвала ужасним, усиљеним и неукусним.

### 2004—2006:Breakaway
Други студијски албум назван Breakaway објављен је 30. новембра 2004. године. За овај албум, Кларксонова је хтела да не буде као први албум. Наиме, она је хтела да овај албум буде испуњен више испуњен звуцима поп-рока и самог попа. Текстове за неке песме је и сама написала, чиме је доказала да је и добар текстописац.
Иако није дебитовао на првом месту америчке топ-листе албума, Breakaway је доживео невероватан, огроман успех. Постао је најпродаванији албум Кларксонове до дана данашњег. Био је трећи најпродаванији албум у 2005. у САД. У тој земљи је, такође, продат у преко 6 милиона копија и доживео мулти-платинумски тираж (6х Платинасти). За разлику од првог албума, који није био толико познат у свету, овај албум је доживео светску славу. У Уједињеном Краљевству је мулти-платинумски тираж стекао веома брзо и продат је у преко милион примерака. У Аустралији је био 2. најпродаванији албум 2005. и постао 30. најпродаванији албум свих времена. Албум је најпродаванији албум неког такмичара Идол емисије све до до дана данашњег са продајом од преко 12 милиона примерака у свету. Албум је освојио Греми награду за Најбољи поп-вокални албум 2005. године.
За први сингл са овог албума узета је песма Breakaway која има исти назив као и сам албум. Ово је песма коју је Кларксонова снимила за Дизнијев филм The Princess Diaries 2: Royal Engagement. Песма је постала позната, и највиша позиција на топ листи Билборд хот 100 јој је било место 6. Други сингл са албума је била песма Since U Been Gone. Песма је имала препознатљив поп-рок звук и постала је један од највећих хитова у свету Кларксонове. Достигла је водеће позиције у многим земљама, као и у САД где је заузела 2. место и била 4. напродаванији сингл те године. Освојила је Греми награду за најбољи женски поп-вокални перформанс. Даљи синглови су били Behind These Hazel Eyes,Beacuse of You i Walk Away. Сви су постали интернационални хитови, а песма је постала најпродаванији сингл у свету неког такмичара Идол емисије.
Као подршку албуму, Кларксонова је кренула на светску турнеју која је названа Breakaway World Tour. Турнеја је посетила 133 локације на 3 континента.

### 2007—2008:My December
Албум My December је објављен 22. јуна 2007. године (у већини Европе), 23. јуна исте године (у Аустралији), 25. јуна исте године (у остатку Европе и у Азији) и 26. јуна исте године (у Северној Америци) као трећи студијски албум. За разлику од претходног албума, песме на овом албуму су биле мрачније и више рок звука. Све песме су биле написане од стране Кларксонове. Велику полемику у медијима је изазвало то што се Издавачка кућа није слагала са тим да се овај албум пусти у продају јер су сматрали да је превише „мрачан“ и да неће бити успешан као Breakaway. Ово је разљутило Кларксонову која је изјавила да сматра да заслужује после претходног албума, који је продан у много примерака, да објави један ауторски, „свој“ албум, на којем ће она бити текстописац песама, и који ће бити пуштен у продају ма у колико год примерака буде био продат.
После свог објављивања, албум је дебитовао на 2. месту америчке топ-листе албума, топ-листе албума у Уједињеном Краљевству и топ-листе албума у Канади. На аустралијској топ-листи је дебитовао на месту бр. 4. У САД и у Канади је продат у Платинастом тиражу, а у Аустралији у Златном тиражу. Продат је у 2,5 милиона примерака у целом свету.
Први сингл са овог албума је била песма Never Again која је заузела 8. место у САД и Канади, 9. место у Уједињеном Краљевству, и 5. место у Аустралији. Остали синглови су били:Sober, One Minute, Don't Waste Your Time али они нису успели да се пласирају на топ-листе.
У знак подршци албуму, кренула је на турнеју која је названа My December Tour. Турнеја је посетила 53 локације на 3 континента.

### 2009—2010:All I Ever Wanted
Четврти студијски албум под називом All I Ever Wanted је објављен 10. марта 2009. године. На албуму Кларксонова сарађује са текстописцима са којима је сарађивала на своја прва 2 албума. На албуму преовлађује препознатљиви поп и поп-рок звук Кларксонове, звук са прва два њена студијска албума. Објављивање албума, музички критичари су позитивно оценили, због „светлијих“ тема песама.
Албум је дебитовао на 1. месту америчке топ-листе албума са продатих 255.000 продатих примерака у првој недељи. Ово је њен други албум који је дебитовао на првом месту (Thankful је први). На месту бр. 1. није остао само једну недељу, већ две недеље за редом. То је био први пут да Кларксонова има албум који је остао на месту бр. 1 више од једне недеље. Интернационално,  All I Ever Wanted  је дебитовао на месту бр. 2 у Аустралији са продатих 10.000 копија, у Уједињеном Краљевству је са продатих 80.000 примерака дебитовао на месту бр.3 а у Канади је дебитовао на месту бр. 2 са продатих 10.000 копија. У целом свету је продат у око 2 милиона примерака. Албум је био номинован за Греми награду у категорији Најбољи поп-вокални албум.
Први сингл са албума је био My Life Would Suck Without You. Ова песма је постала једна од популарнијих песама Кларксонове. Овај сингл је први сингл Кларксонове који је освојио место бр. 1 на топ-листи синглова у Уједињеном Краљевству. Такође, песма је заузела и место бр. 1 на америчкој топ-листи Билборд хот 100. Наиме, ова песма је и извршила највећи скок на прво место. My Life Would Suck Without You је ушао на 97. место топ-листе и затим у следећој недељи скочио на место бр. 1. Овим је Кели Кларксон сама оборила свој рекорд који је држала са песмом A Moment Like This. После овог, са албума су издата још 4 сингла: I Do Not Hook Up, Already Gone, All I Ever Wanted и Cry.
Кларксонова је, као и после објављивања претходна 2 албума, отишла на турнеју. Ова турнеја је била под називом All I Ever Wanted Tour.
Са овом турнејом је посетила 63 локације на 4 континента. (Европа, Аустралија, Северна Америка, Азија)

### 2011—данас:Stronger; Greatest Hits: Chapter One

#### Stronger
Пети студијски албум Кларксонове објављен је 21. октобра 2011. године под именом Stronger. За овај албум, она је изјавила да су на њу утицај имали Принс, Тина Тарнер, Шерил Кроу и Рејдиохед. Такође је изјавила да се на овом албуму осећа утицај кантри музике на неколико песама. Албум је позитивно оцењен од стране критике због утиција кантри и R&B звука, али и због добрих денс хитова којих има на албуму
Албум се у својој првој недељи продао у 163.000 примерака и дебитовао на 2 месту америчке топ-листе албума. Ово је 5. албум Кларксонове за редом који је дебитовао у ТОП 3. Иако је Stronger дебитовао са мање продатих примерака него All I Ever Wanted , недељу за недељом, овај албум се продавао у све више и више примерака и тако престигао њен претходни албум. У Америци је постао њен трећи најпродаванији албум иза албума Breakaway и Thankful са продатих преко милион примерака. Продат је у платинастом тиражу у Канади, САД и Аустралији. У Уједињеном Краљевству иако је дебитовао на месту 5 са продатих 30.000 примерака, надмашио је њен први и претходна два албума и постао њен други најпродаванији у овој земљи са продатих више од 250.000 копија. На планетарном нивоу Stronger је продат у преко 3 милиона копија и тиме постао њен трећи најпродаванији албум, као и у САД. Албум је освојио Греми награду у категорији Најбољи поп-вокални албум.
За први сингл са новог албума, Кларксонова је изабрала песму Mr. Know It All која је песма умереног ритма и другачија од њеног уобичајеног поп-рок стила. Песма је брзо постала популарна. Веома брзо после објављивања, заузела је 10. место америчке топ-листе синглова.. Продата је у тиражу од више од милион копија. У Уједињеном Краљевству је заузела 4. место на топ-листи, што је за Кларксонову други најбољи пласман на овој листи. У Аустралији је песма доживела врхунац и попела се на зачеље листе. Као други сингл са албума је објављена песма Stronger (What Doesn't Kill You). Овај сингл је постао њен 3. број 1 на листи синглова у САД. Песма је, такође, доживела велику славу и постала је најпродаванији сингл Кларксонове у САД са преко 4 милиона продатих копија. Поред САД, песма је постала велики хит и у свету. Постала је њен најпродаванији сингл у многим земљама као што су Уједињено Краљевство, Данска, Финска, Нови Зеланд, Чешка, Мађарска, Шпанија и Шведска. Песма се ни ту није зауставила, већ је са својим продајама успела да постане најпродаванији сингл било ког такмичара Идола икада у САД. Песма је зарадила и три номинације за Греми награде, највише што је Кларксонова икад добила за једну песму. За трећи сингл са албума изабрана је песма Dark Side.
Као подршку албуму, Кларксонова је отишла на две турнеје. Прва је названа Stronger Tour a друга 2012 Summer Tour. Прва турнеја је била њена самостална турнеја, док је на другу отишла, у виду сарадње, заједно са алтернативним бендом The Fray. Са ове две турнеје укупно је посетила 87 локација на 4 континента.

#### Greatest Hits: Chapter One
Прва компилација највећих хитова Кларксонове под називом Greatest Hits: Chapter One је објављена 19. новембра 2012. године. На овом албуму се налазе изабране песме са њених 5 претходних студијских албума (  Thankful, Breakaway, My December, All I Ever Wanted, Stronger ) али и неке нове песме које је Кларксонова снимила, а те песме су: Catch My Breath, People Like Us и Don't Rush. Као први сингл са овог албума је објављена песма Catch My Breath. Ова песма описује десетогодишњу каријеру Кларксонове и њене успоне и падове. Кларксонова је ову песму промовисала и у многим ТВ емисијама међу којима су амерички The Voice и VH1 Divas.
Кларксонова је наступила на другој инаугурацији америчког председника Барака Обаме 21. јануара 2013. са традиционалном песмом My Country Tis of Thee.

## Уметност

### Утицаји
Кларксонова је изјавила да су на њу највећи утицај имали соул певачи и музичари као што су Арета Френклин, Мараја Кери али и рок музичари као што су Рејдиохед, Аеросмит, Гарбиџ и Џими Хендрикс, Витни Хјустон и Ета Џејмс. И она сама је изводила у такмичењу Амерички идол песму Ете Џејмс At Last и у финалу песму Арете Френклин (You Make Me Feel Like) A Natural Woman за чега је добила велике похвале од стране публике. Такође је изјавила да су на њу утицај имали и Тина Тарнер и Ени Ленокс.

### Вокал
Кели Кларксон поседује јачину вокала сопрана који је окарактерисан као динамичан и у исто време веома емотиван. Такође, њен глас је окарактерисан и као веома тачан и прецизан. Један од чланова жирија у Америчком идолу Сајмон Кауел, је приликом једног интервјуа изјавио да управо Кларксонова има највеће вокалне способности од свих победника Идола и да се њен глас може поредити и са гласом Селин Дион. Уредник америчког музичког часописа Ролинг стоун, Арион Бергер, је изјавио да је глас Кларксонове „један од специфичнијих гласова“. Dr. Luke, амерички продуцент и један од аутора многих хитова Кларксонове, је изјавио да она има „моћна плућа“ и да је она заправо Ленс Армстронг, али певања. Амерички часопис Esquire је објавио да Кларксонова поседује „најбољи и најјачи вокал у историји поп музике“. Приликом ревије њеног албума Stronger, Џоди Роусен је изјавио да је вокал Кларксонове „један од величанствених вокала музике“. Приликом једне контроверзе око певања на плејбек, Кларксонова је изјавила да она није никад и да никада неће певати на плејбек.

## Дискографија
- Thankful (2003)
- Breakaway (2004)
- My December (2007)
- All I Ever Wanted (2009)
- Stronger (2011)
- Wrapped in Red (2013)
- Piece by Piece (2015)
- Meaning of Life (2017)

## Турнеје
- „“ турнеја 2002. године
- „“ турнеја 2004. године
- „“ светска турнеја 2005. и 2006. године
- „“ турнеја 2005.
- „“ турнеја 2006. године
- „“ светска турнеја од 2007. до 2008. године
- „“ турнеја 2008. године (заједно са кантри певачицом Ребом Мекинтајер)
- „“ светска турнеја од 2009. до 2010. године
- „“ светска турнеја 2012. године
- „“ турнеја 2012. године (заједно са бендом The Fray)

## Филмографија
Извор: IMDb
| Година | Назив                                   | Улога            |
| ------ | --------------------------------------- | ---------------- |
| 2002   | Sabrina the Teenage Witch               | Она              |
| 2002   | That '80s Show                          | Она              |
| 2002   | Issues 101                              | Кристал          |
| 2002   | MADtv                                   | Она              |
| 2003   | From Justin to Kelly                    | Кели Тејлор      |
| 2003   | American Dreams                         | Бренда Ли        |
| 2004   | King of the Hill                        | Она              |
| 2005   | Saturday Night Live                     | Музички гост     |
| 2005   | Damage Control                          | Она              |
| 2007   | Reba                                    | Кели             |
| 2007   | Canadian Idol                           | Гостујући ментор |
| 2009   | Saturday Night Live                     | Музички гост     |
| 2009   | X Factor (Холандија)                    | Гостујући ментор |
| 2009   | VH1 Divas 2009                          | Она              |
| 2010   | Superstar K                             | Гостујући ментор |
| 2011   | Phineas and Ferb                        | Она              |
| 2011   | VH1 Divas Celebrates Soul               | Она              |
| 2012   | Saturday Night Live                     | Музички гост     |
| 2012   | The Voice (САД)                         | Гостујући ментор |
| 2012   | Duets                                   | Ментор/Судија    |
| 2012   | Blake Shelton's Not So Family Christmas | Она              |
| 2012   | VH1 Divas 2012                          | Она              |

### Видеографија
| Спот                             | Година | Режисер              |
| -------------------------------- | ------ | -------------------- |
| Before Your Love                 | 2002   | Antti J              |
| A Moment Like This               | 2002   | Antti J              |
| Miss Independent                 | 2003   | Liz Friedlander      |
| Low                              | 2003   | Antti J              |
| The Trouble with Love Is         | 2003   | Брајан Бербер        |
| Breakaway                        | 2004   | Дејв Мејерс          |
| Since U Been Gone                | 2004   | Алекс Де Ракоф       |
| Behind These Hazel Eyes          | 2005   | Џозеф Кан            |
| Because of You                   | 2005   | Vadim Perelman       |
| Walk Away                        | 2006   | Џозеф Кан            |
| Breakaway                        | 2006   |                      |
| Never Again                      | 2007   | Џозеф Кан            |
| Because of You                   | 2007   | Роман Вајт           |
| Don't Waste Your Time            | 2007   | Роман Вајт           |
| My Life Would Suck Without You   | 2009   | Вејн Ишам            |
| I Do Not Hook Up                 | 2009   | Брајан Бербер        |
| Already Gone                     | 2009   | Џозеф Кан            |
| Mr. Know It All                  | 2011   | Џастин Францис       |
| Stronger (What Doesn't Kill You) | 2011   | Шејн Дрејк           |
| Dark Side                        | 2012   | Шејн Дрејк           |
| Catch My Breath                  | 2012   | Nadia Marquard Otzen |
| Tie It Up                        | 2013   | Weiss Eubanks        |
| Wrapped in Red                   | 2014   | Weiss Eubanks        |
| Heartbeat Song                   | 2015   | Марк Класфелд        |
| Invincible                       | 2015   | Alon Isocianu        |
| Second Hand Heart                | 2015   | Џејмс Лис            |
| Piece by Piece                   | 2015   | Alon Isocianu        |
| Love So Soft                     | 2017   | Дејв Мејерс          |
| I Don't Think About You          | 2018   | Сара МекКолган       |
| Meaning of Life                  | 2018   | Сара МекКолган       |
| - I Would've Loved You           | 2021   | Taylor Ballantyne    |